# 草衙車場
22°34′22″N 120°20′06″E / 22.57279°N 120.33499°E
草衙車場位於高雄市小港區，為臺灣鐵路管理局高雄臨港線一處已裁撤的鐵路調車場；站場兩旁臨中山四路及翠亨南路。在第二臨港線草衙車場至中國鋼鐵公司路段廢除後，曾為第二臨港線的終點站。

## 歷史
- 1977年：設站[1]。

高雄車站附近軌道示意圖
未列出臨港線支線、未依實際距離繪製

- 2010年8月9日：臺鐵將草衙車場內停放的穀斗車全數清空調出，草衙車場從此不再有列車出入。
- 2011年7月12日：草衙車場與第二臨港線一併裁撤。
- 2014年7月：因應高雄市政府「前鎮區臨港線（翠亨南、北路旁）自行車道」工程，草衙車場站房、道班房等建物全數拆除。2015年3月9日正式啟用[2][3][4]。

## 車站構造
草衙車場軌道配置圖：

## 利用狀況
原為高雄臨港線的四處車場—前鎮車場、中島車場、苓雅寮車場與草衙車場之一。草衙車場僅辦理貨運業務，為高雄港站所轄之調車場，高雄港站裁撤後，草衙車場業務移至高雄車站管理。

## 車站週邊
- 高雄國際航空站
- 高雄國際機場站